# 楊白冰
楊 白冰（よう はくひょう、ヤン・パイピン、1920年9月9日 - 2013年1月15日）は中華人民共和国の軍人、政治家。元の名は楊尚正。中国共産党中央書記処書記、中国人民解放軍総政治部主任、党中央軍事委員会秘書長、党中央政治局委員などを務めた。中共八大元老の一人で国家主席を務めた楊尚昆は兄。兄弟で1980年代後半の中国人民解放軍に大きな権勢を誇った。最終階級は上将。

## 経歴
四川省重慶市潼南県にて生まれる。陝西省延安に設けられた陝北公学（後の中国人民大学）で学ぶ。日中戦争が始まると、1938年1月、八路軍に入隊。同年3月、中国共産党に入党。1943年3月、中国共産党中央党校で学ぶ。日中戦争や国共内戦では党軍（中国人民解放軍）の政治指導の面で活動した。
中華人民共和国成立後は西南軍区や成都軍区の政治部組織部長などを務める。1960年、成都軍区政治部副主任となる。文化大革命で失脚するがその後復活し、1979年4月に北京軍区政治部副主任、副政治委員に任命される。1985年6月、北京軍区政治委員に昇格。1987年に開催された第13回党大会で党中央委員に選出され、続く同年11月2日の第13期党中央委員会第1回全体会議（第13期1中全会）で党中央軍事委員会委員となり、中国人民解放軍総政治部主任に任命される。1988年4月9日、第7期全国人民代表大会第1回会議において国家中央軍事委員会委員に選出され、同年9月14日に上将に叙される。
1989年の第二次天安門事件では、鄧小平が戒厳令施行に傾くと、兄の楊尚昆と共に人民解放軍を指導部支持に導く。この功績により、事件後の同年11月に開催された第13期5中全会において党中央軍事委員会秘書長を兼務、中央書記処書記にも任命された。この会議では党中央軍事委員会主席の江沢民を補佐し、中央軍事委員会の活動を統括する第一副主席に楊尚昆が任命されており、兄弟で軍への指揮権を掌握した。この会議に前後して天安門事件の武力弾圧による論功行賞が行われ、楊兄弟は自身に近い人脈から軍幹部の登用を行い地盤を固めた。また、軍のイデオロギーを統括する政治部主任として、雷鋒キャンペーンを打ち出したが、これは江沢民や李瑞環の批判に遭った。
1990年代に入り党内保守派が台頭するなか、1992年に鄧小平が南巡講話で改革開放の加速を訴えると、楊白冰は「軍は改革開放の護送船団たれ」と鄧小平支持を表明した。しかし、江沢民への権力委譲を進める鄧小平は、楊兄弟の軍における権力掌握を看過することはできず、同年の第14期1中全会で楊兄弟を中央軍事委員会から追放した。楊白冰自身はこの会議で政治局委員に格上げとなったものの、軍部における地盤を失っていたため名目上の肩書きとなった。楊兄弟に引き立てられた軍幹部もこの時辞任している。
1993年に軍を退役し、1997年に政界を引退。
2013年1月15日、病気のため、北京市で死去。92歳没。